# العلاقات البحرينية البرتغالية
العلاقات البحرينية البرتغالية هي العلاقات الثنائية التي تجمع بين البحرين والبرتغال.

## مقارنة بين البلدين
هذه مقارنة عامة ومرجعية للدولتين:
| وجه المقارنة                                              | البحرين       | البرتغال                                                  |
| --------------------------------------------------------- | ------------- | --------------------------------------------------------- |
| المساحة (كم2)                                             | 765           | 92.21 ألف                                                 |
| عدد السكان (نسمة)                                         | 1.49 مليون    | 10.60 مليون                                               |
| الكثافة السكانية (ن./كم²)                                 | 194.77 ألف    | 114.95                                                    |
| العاصمة                                                   | المنامة       | لشبونة                                                    |
| اللغة الرسمية                                             | اللغة العربية | اللغة البرتغالية، اللغة الميراندية                        |
| العملة                                                    | دينار بحريني  | يورو، اسكودو برتغالي                                      |
| الناتج المحلي الإجمالي (بليون دولار)                      | 35.31 مليار   | 217.57 مليار                                              |
| الناتج المحلي الإجمالي (تعادل القوة الشرائية) بليون دولار | 64.16 مليار   | 307.82 مليار                                              |
| الناتج المحلي الإجمالي الاسمي للفرد دولار أمريكي          | 22.60 ألف     | 19.22 ألف                                                 |
| الناتج المحلي الإجمالي للفرد دولار أمريكي                 | 45.50 ألف     | 28.76 ألف                                                 |
| مؤشر التنمية البشرية                                      | 0.824         | 0.830                                                     |
| رمز المكالمات الدولي                                      | +973          | +351                                                      |
| رمز الإنترنت                                              | .bh           | .pt                                                       |
| المنطقة الزمنية                                           | ت ع م+03:00   | توقيت غرب أوروبا، توقيت غرب أوروبا الصيفي، أوروبا/لشبونة ‏ |

## منظمات دولية مشتركة
يشترك البلدان في عضوية مجموعة من المنظمات الدولية، منها:
| علم المنظمة | اسم المنظمة                               | تاريخ انضمام البحرين | تاريخ انضمام البرتغال |
| ----------- | ----------------------------------------- | -------------------- | --------------------- |
|             | يونسكو                                    | 18 يناير 1972        | 11 مارس 1965          |
|             | وكالة ضمان الاستثمار متعدد الأطراف        | 12 أبريل 1988        | 6 يونيو 1988          |
|             | الأمم المتحدة                             | 21 سبتمبر 1971       | 14 ديسمبر 1955        |
|             | الفريق المعني برصد الأرض                  | ?                    | ?                     |
|             | الاتحاد البريدي العالمي                   | ?                    | ?                     |
|             | البنك الدولي للإنشاء والتعمير             | 15 سبتمبر 1972       | 29 مارس 1961          |
|             | المنظمة الهيدروغرافية الدولية             | ?                    | ?                     |
|             | الاتحاد الدولي للاتصالات                  | 1975                 | 1866                  |
|             | منظمة حظر الأسلحة الكيميائية              | ?                    | ?                     |
|             | مؤسسة التمويل الدولية                     | 22 سبتمبر 1995       | 8 يوليو 1966          |
|             | المركز الدولي لتسوية المنازعات الاستشارية | 15 مارس 1996         | 1 أغسطس 1984          |
|             | منظمة التجارة العالمية                    | ?                    | ?                     |
|             | منظمة الشرطة الجنائية الدولية             | ?                    | ?                     |

## أعلام
هذه قائمة لبعض الشخصيات التي تربطها علاقات بالبلدين:

## وصلات خارجية
- موقع وزارة الخارجية البحرينية
- موقع وزارة الخارجية البرتغالية